# Фаркаш, Эдит
Эдит Элизабет Фаркаш (англ. и венг. Edith Elizabeth Farkas; 13 октября 1921, Дьюла, Венгрия — 3 февраля 1993, Веллингтон, Новая Зеландия) — новозеландская полярная исследовательница венгерского происхождения; первая венгерская женщина и первая женщина Метеорологической службы Новой Зеландии, побывавшая в Антарктиде. Она занималась исследованием озонового слоя на протяжении более чем 30 лет.

## Биография

### Ранние годы
Родилась 13 октября 1921 в Дьюле, Венгрия. Училась в школах Сентготтхарда и Дьёра, окончила в 1944 году Католический университет Петера Пазманя. получив специальность учителя физики и математики.
В 1949 году эмигрировала из Венгрии в Новую Зеландию, где получила степень магистра физики в Университете королевы Виктории в Веллингтоне.

### Карьера
Фаркаш была известна как метеоролог и исследователь озонового слоя. Начала работу в исследовательском отделе Метеорологической службы Новой Зеландии в 1951 году, где проработала 35 лет. С 1950-х до 1986 года она следила за озоновым слоем, проведя ряд исследований. В 1960-е годы объём её работ расширился и улучшился благодаря использованию спектрофотометра Добсона для изучения показателей озонового слоя. Она вошла в небольшую международную группу учёных, которые изучали атмосферу и в частности озоновый слой. Её работы внесли большой вклад в обнаружение дыры в озоновом слое, которое изменило навсегда отношение к окружающей среде. Её интерес к изучению концентрации озона в атмосфере позволил использовать полученные Фаркаш результаты наблюдений и экспериментов экологами для изучения причин и последствий загрязнения окружающей среды, а также измерять турбулентность. В 1975 году Фаркаш стала первой венгерской женщиной и первой женщиной Меторологической службы Новой Зеландии, побывавшей в Антарктике. Её дневники Второй мировой войны были изданы в форме книги «Файлы Фаркаш» (англ. The Farkas Files).

### Смерть и память
3 февраля 1993 года Эдит Фаркаш скончалась от рака.
Её заслуги чтятся научными кругами Новой Зеландии. В 1986 году Фаркаш стала первой женщиной из Метеорологической службы Новой Зеландии — лауреатом премии Генри Хилла. Особое признание она получила на симпозиуме четырёхлетия в Германии в 1988 году за 30-летнюю работу по изучению озонового слоя. Значительное количество личных вещей и документов, в том числе образцов пород Антарктики, фотографий и публикаций ныне являются экспонатами музея Эдит Фаркаш.